# Hartmannsdorf (Lübben)
Hartmannsdorf è una frazione (Ortsteil) della città tedesca di Lübben (Spreewald), nel Land del Brandeburgo.

## Storia
Nel 1993 il comune di Hartmannsdorf venne soppresso e aggregato alla città di Lübben (Spreewald).